# Tōjō Hideki

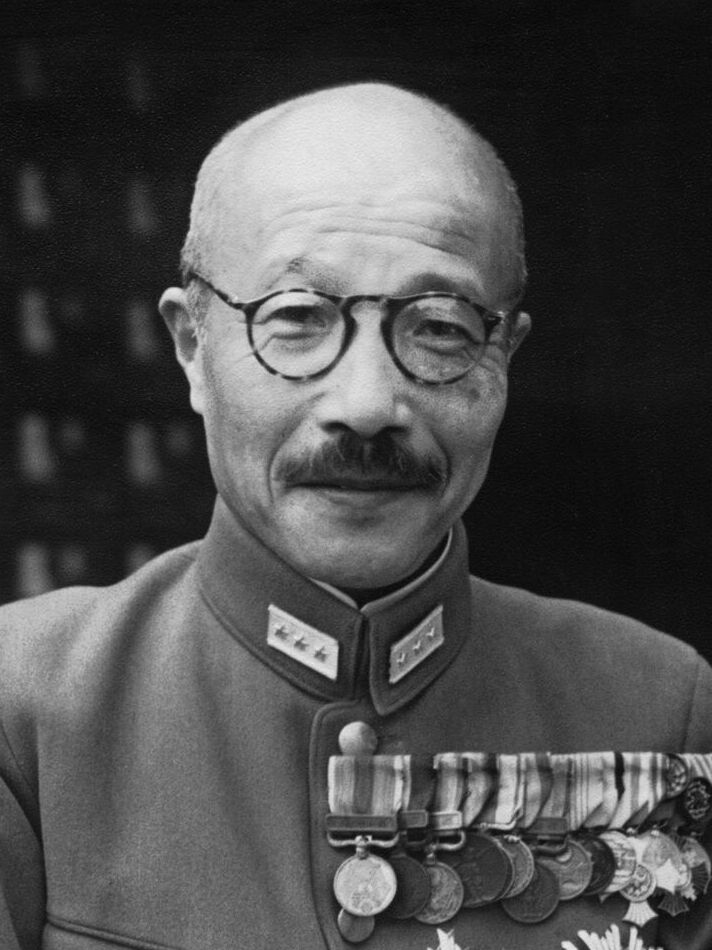
Tōjō Hideki

Tōjō Hideki (japanisch 東條 英機, Shinjitai 東条 英機 Ausspracheⓘ, * 30. Dezember 1884 in Kōjimachi, heute Tokio-Chiyoda, Japanisches Kaiserreich; † 23. Dezember 1948 in Tokio-Toshima) war ein General der Kaiserlich Japanischen Armee, Führer der Einheitspartei Taisei Yokusankai (dt. Kaiserliche Unterstützungspartei) und der 40. Premierminister von Japan. Er amtierte vom 17. Oktober 1941 bis zum 22. Juli 1944 zugleich als Premier- und Kriegsminister, nachdem er letzteres Amt bereits seit Juli 1940 innegehabt hatte. Er war als Premierminister verantwortlich für die Ausweitung des seit 1937 andauernden Konfliktes mit China zum Pazifikkrieg gegen die westlichen Kolonialmächte, der sieben Wochen nach seinem Amtsantritt durch den Angriff auf Pearl Harbor ausgelöst wurde. Tōjō wurde in den Tokioter Prozessen am 12. November 1948 wegen zahlreicher Kriegsverbrechen zum Tode verurteilt und am 23. Dezember 1948 hingerichtet.

## Leben

### Militärlaufbahn

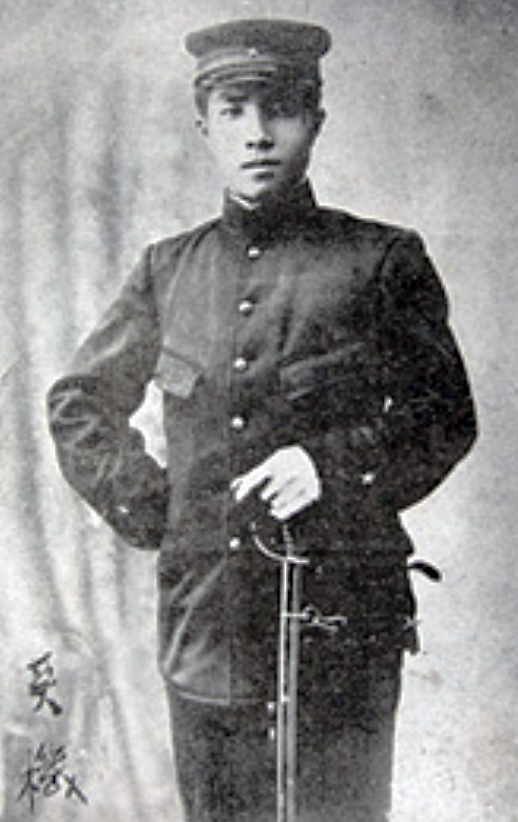
Tōjō Hideki als junger Offizier

Tōjō Hideki (Hideki ist der Vorname -  im Japanischen nachgestellt) war der dritte Sohn einer angesehenen Familie und wurde im Tokioter Regierungsviertel Kōjimachi (heute Chiyoda) geboren. Sein Vater war Angehöriger der im Zuge der Meiji-Restauration abgeschafften Krieger-Kaste der Samurai und diente inzwischen als Offizier in der regulären Kaiserlich Japanischen Armee. Erwartungsgemäß trat Tōjō 1899 als Kadett in die Heeresoffizierschule ein, die er im März 1905 als zehntbester seines Jahrgangs abschloss. Anschließend ging der begabte Berufsoffizier im Rang eines Leutnants zur Infanterie. Bis 1928 diente sich Tōjō (unter anderem als Militär-Attaché in Deutschland 1919–1922) zum Oberst hoch und entwickelte Interesse an Militärpolitik. 1933 wurde Tōjō zum Generalmajor befördert und mit der Leitung der Personalabteilung des Heeresministeriums beauftragt, später übernahm er den Befehl über die 24. Infanterie-Brigade.
Im September 1935 wurde ihm die Leitung der Militärpolizei (Kempeitai) der mächtigen Kwantung-Armee übertragen, die in der Mandschurei stationiert war. Den Putschversuch vom 26. Februar 1936 von Teilen der Armee unterstützte Tōjō nicht. Der Putsch brach rasch zusammen, und in der Folge engagierte sich Tōjō in der Tōsei-ha-Fraktion. Politisch stand er rechts, war nationalistisch, militaristisch und faschistisch eingestellt und erhielt aufgrund seiner Fähigkeit, rasch Entscheidungen zu treffen, den Spitznamen „Rasiermesser“ (kamisori; カミソリ). 1937 wurde Tōjō zum Generalstabschef der Kwantung-Armee befördert und war in dieser Funktion wesentlich für die militärischen Operationen in China verantwortlich. Im August befehligte er mit der Chahar-Operation einen Angriff auf die Innere Mongolei. Nach dem Zwischenfall an der Marco-Polo-Brücke und dem Ausbruch des Zweiten Chinesisch-Japanischen Krieges organisierte Tōjō den Angriff seiner Truppen auf Ziele in Nordchina. Unter seinem Kommando verübten japanische Truppen Gräueltaten an der Zivilbevölkerung.

### Der Politiker
Im Mai 1938 wurde Tōjō nach Japan zurückbeordert, um den Posten als stellvertretender Heeresminister zu übernehmen. Daneben fungierte er bis 1940 als Generalinspekteur der Heeresfliegertruppe.
Am 22. Juli 1940 übernahm Tōjō die Leitung des Heeresministeriums in der Regierung Konoe und schwang sich in der Folge zu einem der einflussreichsten Politiker des Kabinetts auf. Er präsentierte sich als Verfechter des Dreimächtepaktes mit dem nationalsozialistischen Deutschen Reich und dem faschistischen Italien.

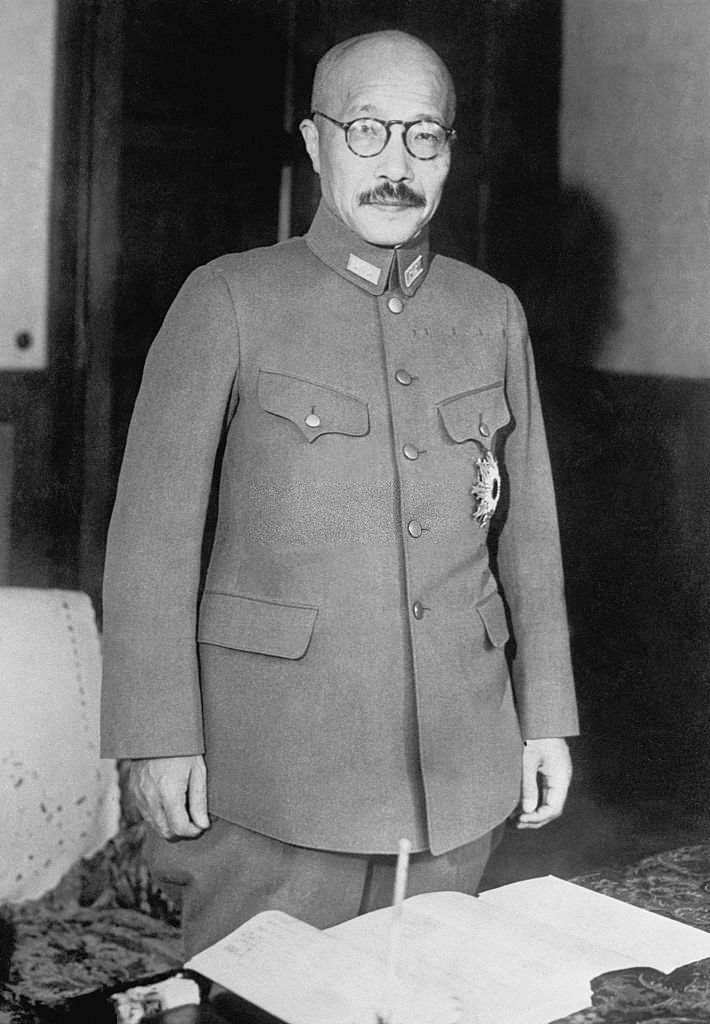
Tōjō Hideki

Nach dem Scheitern der Verhandlungen über einen Ausgleich mit den Vereinigten Staaten trat Fürst Konoe am 16. Oktober 1941 von seinem Amt zurück. Am Folgetag berief Kaiser Hirohito gegen die Empfehlung Konoes Heeresminister Tōjō zum Nachfolger als Premierminister (Kabinett Tōjō). Während sich Außenminister Tōgō Shigenori noch um Verhandlungen bemühte und einen Sonderbotschafter nach Washington D.C. entsandte, hielten führende Teile der Armee und auch Tōjō eine militärische Operation für unausweichlich. Wenige Wochen später, am 1. Dezember 1941, informierte das Kabinett den Kaiser über die bevorstehende Eskalation. Mit dem Angriff auf Pearl Harbor und auf europäische Kolonien in Südostasien weitete Japan den Krieg auf die Alliierten aus.
Während seiner Zeit als Premierminister bekleidete General Tōjō auch weiterhin das Amt des Heeresministers und war zeitweise Innenminister (1941/1942), Außenminister (September 1942), Kultusminister (1943) und Minister für Industrie und Handel (1943). Dadurch übernahm er umfassende Kontrolle über Militär, Polizei und Innenpolitik. Japan war eine Militärdiktatur, in der das Parlament teilweise durch Sondervollmachten der Regierung umgangen wurde und 1940 die Quasi-Einheitspartei Taisei Yokusankai geschaffen wurde, innerhalb derer es allerdings ein breites politisches Spektrum gab. Nach den Unterhauswahlen 1942 zwang Tōjō alle Abgeordneten, der Nachfolgepartei Yokusan Seijikai beizutreten.
Tōjō forcierte als Kultusminister die nationalistische und militaristische Indoktrination des Schulsystems und als Innenminister auch Euthanasieprogramme. Der Kaiser behielt zwar nominell die Macht in Japan, doch die Dominanz des Militärs stellte sicher, dass Tōjō faktisch der Militärdiktator Japans war.
Solange die Armee siegreich war, war Tōjōs Popularität hoch. Nach der Schlacht um Midway (1942), dem Wendepunkt des Pazifikkrieges, geriet Japan in die Defensive. Führende Offiziere und einige Minister begannen, gegen Tōjō zu opponieren, der im Februar 1944 den Posten des Generalstabschefs des Heeres übernahm, um seine Stellung zu stärken. Als sich die militärische Lage für Japan weiter verschlechterte, wurde Tōjō nach dem Fall Saipans am 18. Juli 1944 zum Rücktritt von allen Ämtern gezwungen.

### Prozess und Hinrichtung

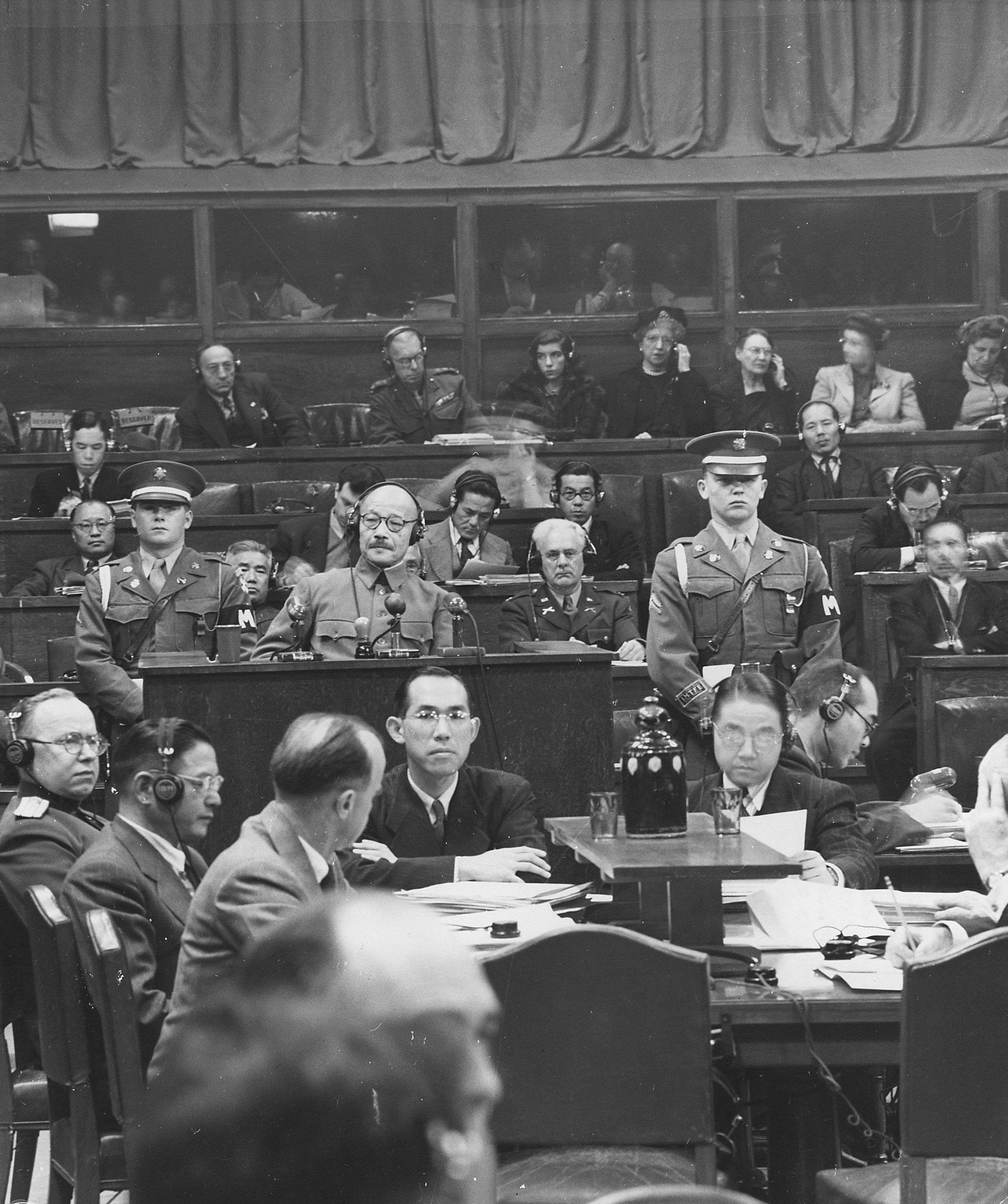
Tōjō auf der Anklagebank vor dem Internationalen Militärgerichtshof für den Fernen Osten 1946

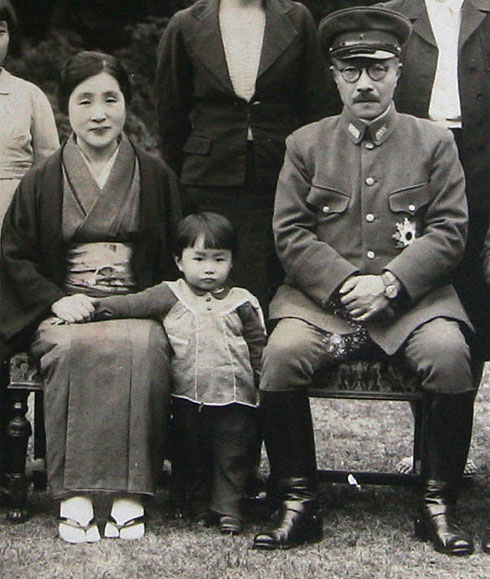
Tōjō Hideki mit Ehefrau Kazuko und Enkelin Yūko, 1941

Bis zum Kriegsende lebte Tōjō zurückgezogen in seiner Wohnung. Nach Japans Kapitulation am 2. September 1945 wurde er von den amerikanischen Streitkräften per Haftbefehl gesucht und versuchte, sich durch Suizid am 8. September der Festnahme zu entziehen. Ein anwesender Arzt markierte die Stelle seines Herzens mit einem Kohlestift. Er schoss sich mit einem Revolver in die Brust, doch die Kugel verfehlte sein Herz und er überlebte. In einem Krankenhaus der US Army wurde er behandelt und nach seiner Genesung dem Sugamo-Gefängnis überstellt.
1946 wurde Tōjō vor dem Internationalen Militärtribunal für den Fernen Osten in Tokio als Kriegsverbrecher angeklagt und übernahm während des Prozesses die volle Verantwortung für seine Taten. Am 12. November 1948 wurde er in sieben Anklagepunkten für schuldig befunden (u. a. Führen eines Angriffskrieges, unmenschliche Behandlung von Kriegsgefangenen) und zum Tode durch den Strang verurteilt. Am 23. Dezember wurde er hingerichtet, noch am selben Tag in Yokohama zusammen mit den sieben anderen Gehängten kremiert und die Asche von US-Major Luther Frierson mit einem Flugzeug ca. 30 Meilen (48 Kilometer) östlich vor der Küste von Yokohama im Pazifik verstreut.

## Historische Beurteilung
Wegen der Verbrechen, die unter seiner Führung begangen wurden, gilt Tōjō als verantwortlich für die Ermordung von mindestens vier Millionen Chinesen. Er hatte außerdem gebilligt, dass biologische Experimente an Kriegsgefangenen, wie in der Einheit 731, durchgeführt sowie Tausende Chinesen und Koreaner als Zwangsarbeiter nach Japan verschleppt wurden.
Die Historiker John Dower und Herbert Bix kritisierten in ihren Werken das Verhalten General Douglas MacArthurs und des Brigadier General Bonner Fellers, die sich nach dem Krieg bemühten, Kaiser Hirohito und die kaiserliche Familie vor Strafverfolgung zu schützen. Die Ankläger im Prozess hätten die Verantwortlichkeit der kaiserlichen Familie heruntergespielt und Tōjō als alleinigen Sündenbock dargestellt.

## Familie
Tōjō Hideki war mit Kazuko verheiratet. Sein zweiter Sohn Tōjō Teruo arbeitete als Flugzeugdesigner und Entwickler bei Mitsubishi. Seine Enkelin Tōjō Yūko wurde eine ultranationalistische Politikerin und behauptete, Japan habe den Krieg zur Selbstverteidigung geführt.

## Orden
- Großkreuz des Ordens des Heiligen Schatzes (7. Juli 1937)
- Großkreuz des Ordens der Aufgehenden Sonne (29. April 1940)
- Orden des goldenen Drachen, 2. Klasse (29. April 1940)